# Vincenzo Albrici
Vincenzo Albrici (né à Rome le 26 juin 1631, décédé à Prague le 7 septembre 1687) est un compositeur et organiste italien du XVIIe siècle.

## Biographie
Vincenzo Albrici est né dans une famille de musiciens originaire de Senigallia, dans l'actuelle province d'Ancône, dans les Marches, alors dans les États pontificaux ; ses oncles Fabio et Alessandro Costantini sont eux-mêmes compositeurs, et son père, Domenico, chanteur.
Il étudie le chant en tant qu'élève du collège germanique sous la direction du célèbre maître de chapelle Giacomo Carissimi. Il commence une carrière d'organiste vers 1646, on suppose à l'église Santa Maria in Vallicella.
Sa carrière musicale l'amène à voyager dans l'ensemble de l'Europe : Stockholm, Stuttgart, Dresde, Londres, Leipzig et Prague. Albrici semble avoir quitté l'Italie vers la fin 1652 et aurait voyagé avec son père et son frère Bartolomeo jusqu'à Stockholm avec une troupe de musiciens engagés par la reine Christine. En 1654, il participe activement à la cérémonie à l'occasion de son abdication et compose la première cantate en langue suédoise Fader wår (Notre Père ou Pater noster en latin), grâce à laquelle Vincenzo Albrici jouit encore d'une certaine réputation en Suède. Ses compositions les plus précoces qui nous soient parvenues datent de cette époque. Après l'abdication de la reine en juin 1654, il passe quelque temps à la cour des Wittelsbach au duché de Palatinat-Neubourg.
À Dresde, à la cour du prince Jean-Georges II de Saxe, il devient co-maître de chapelle avec Giovanni Andrea Angelini Bontempi, sous la direction de Heinrich Schütz. Il contribue à introduire l'influence italienne à la chapelle princière, pour laquelle il compose de nombreuses musiques sacrées (50 pièces dans la seule année 1662). Son frère Bartolomeo le suit à Dresde et obtient le poste d'organiste.
Vers 1664, il séjourne à Londres en compagnie de sa sœur Leonora, également chanteuse, et il sert à la cour de Charles II. Il devient membre de la King's Italian Musick. Bartolomeo les rejoint en 1666 et demeurera en Angleterre, tandis que Vincenzo retournera à Dresde.
En 1681, à Leipzig, il est organiste à l'église Saint-Thomas (où travaillera plus tard Johann Sebastian Bach). Cela suppose sa conversion au protestantisme.
Quelques mois plus tard, il est en poste à l'église Saint-Thomas de Prague, où il est resté jusqu'à la fin de sa vie.

## Musique
Le style d'Albrici est celui du motet italien de la seconde moitié du XVIIe siècle. Les compositions sacrées sont composées pour une, deux ou trois voix accompagnées de trombones et cordes et mettent en évidence les talents des chanteurs virtuoses.
Nombre de ses partitions restées à Dresde ont été détruites lors du siège de la ville en 1760. Par ailleurs, trente cinq de ses partitions sont conservées à la bibliothèque de l'université d'Uppsala.
Enregistrements :
- Concerti Sacri a 1, 2, 3 voci con strumenti, Cappella Augustana, Matteo Messori. Label: Musica Rediviva.